# چک‌برگشتی

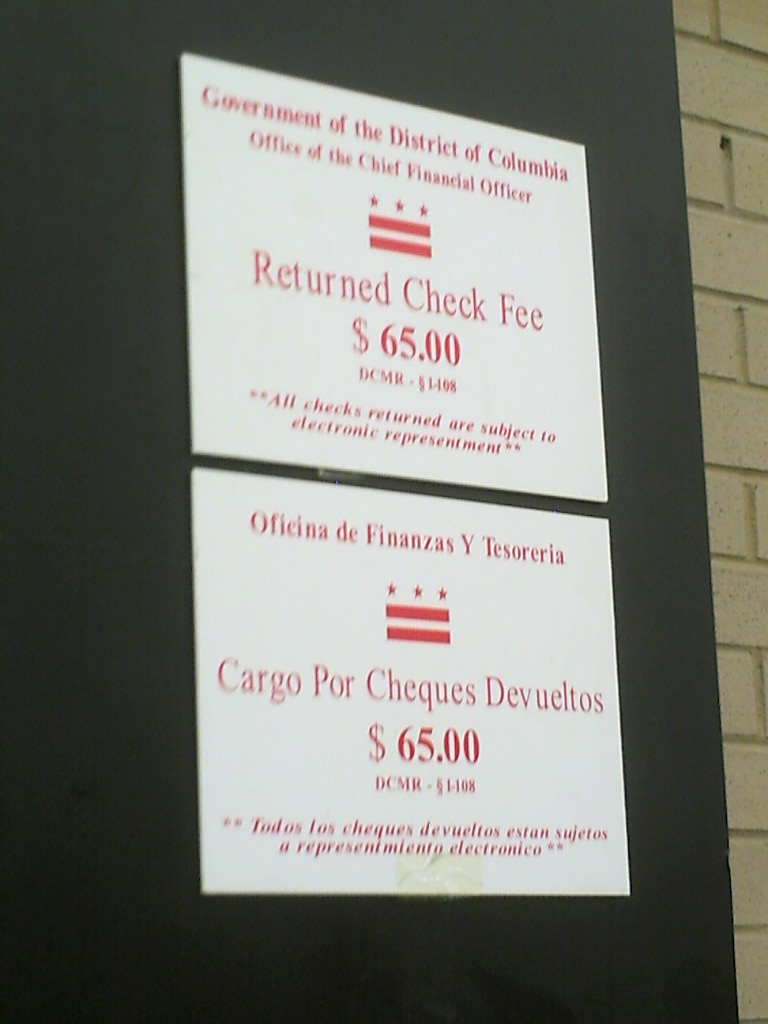

چک برگشتی یا به‌عبارتی‌دیگر چک بلامحل یا صدور چک بی‌محل، به حالتی گفته‌می‌شود که چکی به شعبهٔ بانک برود و حساب شخصی که چک از او صادر شده، خالی باشد. قوانین صدور چک بلامحل را به عنوان یک جرم محسوب می‌کند.
بخش عمده‌ای از پرونده‌های قضایی در کشور ایران، به صورت مستقیم و غیرمستقیم مربوط به صدور چک بلامحل و کلاهبرداری است. بر اساس قانون چک، چک باید به صورت نقد صادر شود چرا که قرار است چک همانند اسکناس وسیله پرداخت نقدی باشد. بسیاری از چک‌هایی که صادرکنندگان آن توسط دادگاه به مجازات حبس محکوم می‌شوند، در واقع چک‌های وعده دار و حقوقی هستند.

## دلایل وقوع
برخی کارشناسان، بی‌اعتبار شدن چک در بازار و افزایش تعداد چک‌های برگشتی را ریشه در، بی‌اعتمادی در جامعه و افزایش دروغگویی، ناجوانمردی، کلاهبرداری و دوری از اخلاق می‌شمارند.